# منصور (مغني)
منصور (بالفارسية: منصور) هو مغني إيراني، ولد في 28 يوليو 1971 في طهران في إيران.

## وصلات خارجية
- الموقع الرسمي
- منصور على موقع ميوزك برينز (الإنجليزية)
- منصور على موقع ديسكوغز (الإنجليزية)